# Alon Abelski
Alon Abelski (Düsseldorf, 29 mei 1989) is een Duits voetballer van Israëlische afkomst die onder contract staat bij Eintracht Trier. Voorheen kwam hij uit voor MSV Duisburg en Arminia Bielefeld. Hij is een middenvelder. Zijn broer Ben Abelski is eveneens betaald voetballer geweest en speelt nu bij Rather SV.